# Johnny Carroll

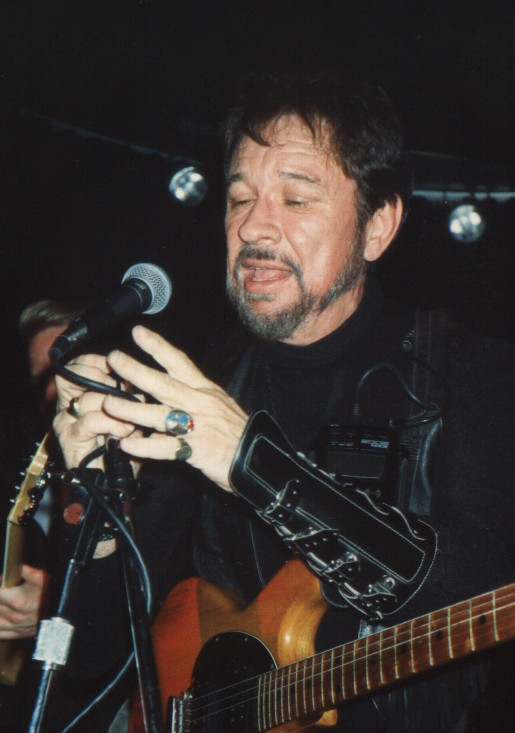
Johnny Carroll

Johnny Carroll (* 23. Oktober 1937 in Cleburne, Texas als John Lewis Carrell; † 18. Februar 1995) war ein US-amerikanischer Rockabilly-Musiker. Carroll gilt als einer der typischsten Vertreter des Genres. Bekannte Titel von ihm sind unter anderem Hot Rock, Wild Wild Women und Crazy Crazy Lovin‘.

## Leben

### Kindheit und Jugend
Johnny Carroll wuchs in der kleinen Gemeinde von Godley in Texas auf. Carrolls Vater William war Farmer und Lehrer. Das musikalische Talent hatte er aber von seiner Mutter Ina Mae. Anders als in den meisten Regionen des Südens lernte Carroll keine rassistischen Vorurteile gegenüber den afroamerikanischen Einwohnern kennen, da oft Schwarze bei seinem Vater arbeiteten. Als Godley 1947 an das Stromnetz angeschlossen wurde, hörte Carroll im Radio oft Blues. Seinen ersten Auftritt hatte er im Alter von neun Jahren auf dem Radiosender KCLE, kurz nachdem er Gitarre zu spielen begann. 1952 gründete er während seiner High-School-Zeit seine eigene Band, die auf lokalen Veranstaltungen auftrat.

### Karriere
1955 wurde die Gruppe, die zuerst aus Carroll (Gitarre, Gesang), Bill Buntin (Bass) und Bill Hennen (Klavier) bestanden hatte, um den Gitarristen Jay Salem erweitert. Als im selben Jahr Hank Snow und Ferlin Husky eine Show in der Stadt gaben, schaffte Carroll es, sich für eine Zeit mit Husky zu unterhalten, der ihm anbot, mit seiner Band im Vorprogramm aufzutreten. Der Auftritt erregte die Aufmerksamkeit des Studio-Besitzers John Goldman, der Carroll und seine Gruppe, die sich jetzt The Hot Rocks nannte, an Decca Records vermittelte, die Carroll, nicht jedoch seine Band, unter Vertrag nahmen. Hier erhielt er auch seinen Künstlernamen. Decca hatte seine Nachnamen im Vertrag falsch geschrieben und von diesem Zeitpunkt an hieß er nicht mehr Carrell, sondern Johnny Carroll.
Für seine erste Aufnahme-Session reiste Carroll nach Nashville, Tennessee, wo er am 25. April mit bekannten Session-Musikern wie Hank Garland und Bob Moore seine ersten drei Titel Crazy Crazy Lovin‘, Trying To Get To You und Rock’n’Roll Ruby einspielte. Am Tag danach wurden weitere Titel eingespielt. Seine erste Single erschien am 19. Mai 1956 mit Rock’n’Roll Ruby. Seine Debüt-Platte konnten sich jedoch nicht, ebenso wie seine anderen Singles, in den Billboard Charts platzieren. Sein Manager T.G. Tiger verschaffte Carroll eine Rolle in dem Film Rock Baby, Rock It, in dem er mit seiner Band vier Stücke spielte. Aber auch der Auftritt im Film sowie seine Tournee brachte nicht den gewünschten Erfolg und nachdem Carroll sich mit seinem Manager zerstritten hatte, da er ihm Geld unterschlagen hatte, kündigte Decca Carroll den Vertrag. Im folgenden Jahr wurde Carroll Mitglied des KWKH Louisiana Hayride und des KRLD Big D Jamboree, bei denen er schon vorher Gastauftritte bestritt. Hinter der Bühne des Hayrides lernte Carroll Scotty Moore und Bill Black kennen, die sich gerade von Elvis Presley getrennt hatten; die drei wurden schnell Freunde. Moore schlug Carroll vor, bei Sam Phillips, dem Besitzer der Sun Records, vorzuspielen. Phillips war an Carroll interessiert und eröffnete ihm die Möglichkeit, auf seinem Phillips International Label unterzukommen, doch als Phillips mit Bill Justis einen Hit landete, war das Interesse an Carroll verschwunden, auch wenn man schon erste Aufnahmen eingespielt hatte. 1959 unterschrieb er einen Vertrag bei Warner Bros. Records, der nach zwei Singles zusammen mit seiner Band The Spinners aber wieder auslief.
Carroll setzte seine Karriere trotzdem fort und nahm bis in die frühen 1960er-Jahre Platten auf. Für Gene Vincent, mit dem er ebenfalls befreundet war, den Song Maybe, der auf Vincents fünftem Album erschien. Ende der 1960er-Jahre zog Carroll sich aus dem Musikgeschäft zurück und arbeitete fortan als Buchhalter in einem Nachtclub. Dort wurde er einmal angeschossen, erholte sich jedoch wieder von der Verletzung. Erst Ende der 1970er-Jahre versuchte Carroll im Zuge des Rockabilly-Revivals wieder im Musikgeschäft Fuß zu fassen. Bei Ronnie Weisers Rollin’ Rock Label nahm er fortan Alben und Singles auf und unternahm Auftritte in Europa. Insgesamt elfmal reiste er über den Atlantik, um auf verschiedenen Rock-’n’-Roll- und Rockabilly-Festen aufzutreten.
Johnny Carroll verstarb 1995 an den Folgen einer Lebertransplantation, bei der Komplikationen aufgetreten waren. Er wurde postum in die Rockabilly Hall of Fame aufgenommen.

## Diskografie

### Singles
| 1956                    | Rock’n’Roll Ruby / Trying To Get To You                                                                         | Decca Records          |
| 1956                    | Wild Wild Women / Corrine, Corrine                                                                              | Decca Records          |
| 1956                    | Hot Rock / Crazy Crazy Lovin’                                                                                   | Decca Records          |
| 1956                    | EP - Hot Rock - Corrine, Corrine - Crazy Crazy Lovin’ - Wild Wild Women                                         | Decca Records          |
| 1957                    | That’s The Way I Love / I’ll Wait                                                                               | Phillips International |
| 1959                    | The Swing / Bandstand Doll                                                                                      | Warner Bros. Records   |
| 1959                    | Sugar / Lost Lost Without You                                                                                   | Warner Bros. Records   |
| 1959                    | Rag Mop / Little Otis                                                                                           | Warner Bros. Records   |
| 1960                    | Run Come See / Trudy                                                                                            | WA Records             |
| 1962                    | Run Come See / The Sally Ann                                                                                    | Duchess Records        |
| 1975                    | Rock Baby, Rock It / ?                                                                                          | Sun Records            |
| 1983                    | Screaming Demon Heatwave / Rattle My Bones                                                                      | Seville Records        |
| Unveröffentlichte Titel | |                        |
| 1955                    | - Crazy Little Mama - Cut Out - Hearts Of Stone - Love Is A Merry-Go-Round - Sexy Ways - Stingy Thing - Why Cry |                        |
| 1957                    | - Rock It | Sun Records            |
|                         | - Be-Bop-A-Lula Is Back On The Scene - Cat With The Skin - Havana Nights - Lonesome Boy - Sugar Lips            |                        |

### Alben (Auswahl)
- 1978: Johnny Carroll
- 1979: Special Requests - Johnny and Judy Live At Hilton (mit Judy Lindsey)
- 1980: Texabilly
- 1983: Creamin' Deamon Heatwave
- 1985: Crazy Hot Rock
- 1986: Shades of Vincent (mit Judy Lindsey)
- 1996: Rock Baby, Rock It (Bear Family)